# 2Choice
2Choice vlastním jménem Marco Bisceglie (5. listopadu 1997 Řím) je italský diskžokej a hudební producent. Je známý především svou skladbou Reasons to Love You.

## Singly
- 2016 - 2Choice - Soul Mate (Hack Records)
- 2016 - 2Choice - Collide
- 2017 - 2Choice - Sad Smile (Hack Records)
- 2018 - 2Choice ft. Jakub Ondra - Reasons to Love You (Time Records/Universal Music Group)
- 2018 - Danko with 2Choice - Run Away (Smalltown Boy) (Knightvision/Warner Music Group)

### Edit
- 2018 - 2Choice ft. Jakub Ondra - Reasons to Love You (Acoustic Version) (Time Records)
- 2018 - 2Choice ft. Jakub Ondra - Reasons to Love You (2Choice Edit) (Time Records)
- 2018 - OneRepublic - Counting Stars (2Choice Edit)